# Museo civico archeologico di Conversano
Il museo civico archeologico di Conversano è un museo archeologico sito nella città di Conversano, nella città metropolitana di Bari. La collezione comprende materiali e reperti provenienti dagli scavi negli insediamenti di Norba e Castiglione.

## Il museo
Il museo è stato allestito nel 2010 ed è ospitato all'interno del Monastero di San Benedetto, risalente al X secolo. Esso accoglie una parte significativa del patrimonio archeologico di Conversano e del suo territorio che ne documenta l’origine peuceta e le persistenze prelatine fino all’epoca romana.
I materiali più antichi provengono dalla località di Castiglione, ove sono stati ritrovati i resti di un antico abitato risalente all’VIII- VII secolo a.C.; i restanti reperti datano dal IV al II secolo a.C. e provengono dalle antiche necropoli di Norba apula, l’abitato prelatino che sorgeva ove si trova l’odierna Conversano. I corredi funerari testimoniano la storia del popolamento nel territorio di Norba: vasi in ceramica grezza o figurata tra cui ceramica apula, a figure rosse o nere; oggetti di metallo comune; oggetti da lavoro come pesi da telaio e un rullo da vasaio; elementi di valore simbolico quali lo strigile; alcuni oggetti preziosi come un anello in oro, fibule, monete in argento o bronzo. Gli oggetti portano dunque testimonianza di una società stratificata.
Lungo il percorso museale è possibile visitare alcune aree archeologiche emerse durante gli scavi condotti tra XX e XXI secolo, i quali hanno riportato alla luce rimanenze di epoca romana e altomedievale: strade lastricate, condotti fognari e fondamenta di insulae, assieme a resti di edifici medievali.
Dal 2016 il museo ospita la Porta dei Cento Occhi: si tratta di una porta risalente al XVII secolo, che probabilmente chiudeva il quarto della badessa; su di essa è dipinta un'inquietante figura umana recante tra le mani un pugnale e la pelle di una bestia scuoiata, il cui corpo è completamente ricoperto di occhi. Si tratterebbe di una rappresentazione del mostro mitologico Argo Panoptes, usata per rappresentare la capacità della badessa di carpire e punire tutti gli eventuali illeciti delle converse: questo troverebbe conferma anche nel motto latino riportato sul bordo inferiore, QVI POTEST CAPIERE CAPIAT ("Chi può capire capisca", ma anche "Chi può catturare catturerà").